# 野田 (熊取町)
野田（のだ）は、大阪府泉南郡熊取町にある地名。2025年現在の行政地名は大字野田と野田一丁目から野田四丁目。

## 地理
町域は、熊取町の北西部に位置する。北は新野田・自由が丘、東は希望が丘・小垣内、南は五門西・五門東、西は紺屋に接する。南部に東から一丁目・二丁目、北部に西から三丁目・四丁目がある。
大字は、町の南部に位置する。北から東にかけて大字久保、西は成合東・成合南・成合西、南は泉佐野市土丸・大木に接する。

## 歴史

### 沿革
- 江戸期 - 和泉国日根郡に野田村が所在。岸和田藩領。
- 1871年（明治4年）、堺県の所属となる。
- 1881年（明治14年）、大阪府の所属となる。
- 1889年（明治22年）、町村制の施行により、熊取村の大字となる[5]。
- 1896年（明治29年）、郡の統廃合により、泉南郡の所属となる。
- 1951年（昭和26年）、熊取村が町制施行し、熊取町となる。
- 1997年（平成9年）、熊取町大字野田・大字五門・大字紺屋・大字小垣内などの各一部より、野田3 - 4丁目成立[6]。1998年（平成10年）から1 - 4丁目[7]。

## 世帯数と人口
2025年（令和7年）6月30日現在の世帯数と人口は以下の通りである。
| 丁目       | 世帯数  | 人口   |
| ---------- | ------- | ------ |
| 野田一丁目 | 281世帯 | 750人  |
| 野田二丁目 | 272世帯 | 669人  |
| 野田三丁目 | 252世帯 | 487人  |
| 野田四丁目 | 75世帯  | 191人  |
| 計         | 880世帯 | 2097人 |

### 人口の変遷
野田（合算）
国勢調査による人口の推移。
| 1995年（平成7年）  | 3,397人 | [ 8 ]  |  |
| 2000年（平成12年） | 1,553人 | [ 9 ]  |  |
| 2005年（平成17年） | 1,579人 | [ 10 ] |  |
| 2010年（平成22年） | 1,796人 | [ 11 ] |  |
| 2015年（平成27年） | 1,876人 | [ 12 ] |  |
| 2020年（令和2年）  | 2,099人 | [ 13 ] |  |

### 世帯数の変遷
野田（合算）
国勢調査による世帯数の推移。
| 1995年（平成7年）  | 1,004世帯 | [ 8 ]  |  |
| 2000年（平成12年） | 496世帯   | [ 9 ]  |  |
| 2005年（平成17年） | 535世帯   | [ 10 ] |  |
| 2010年（平成22年） | 603世帯   | [ 11 ] |  |
| 2015年（平成27年） | 663世帯   | [ 12 ] |  |
| 2020年（令和2年）  | 748世帯   | [ 13 ] |  |

## 学区
町立小・中学校に通う場合、学区は以下の通りとなる。学区は毎年見直しの対象となるので詳細は、自治体の教育委員会に問い合わせのこと。
| 丁目       | 番/番地等 | 小学校             | 中学校             |
| ---------- | --------- | ------------------ | ------------------ |
| 野田一丁目 | 全域      | 熊取町立中央小学校 | 熊取町立熊取中学校 |
| 野田二丁目 | 全域      | 熊取町立中央小学校 | 熊取町立熊取中学校 |
| 野田三丁目 | 全域      | 熊取町立中央小学校 | 熊取町立熊取中学校 |
| 野田四丁目 | 全域      | 熊取町立中央小学校 | 熊取町立熊取中学校 |

## 事業所
2021年（令和3年）現在の経済センサス調査による事業所数と従業員数は以下の通りである。
| 丁目       | 事業所数 | 従業員数 |
| ---------- | -------- | -------- |
| 大字野田   | 2事業所  | 18人     |
| 野田一丁目 | 24事業所 | 556人    |
| 野田二丁目 | 38事業所 | 303人    |
| 野田三丁目 | 24事業所 | 526人    |
| 野田四丁目 | 3事業所  | 40人     |
| 計         | 91事業所 | 1,443人  |

## 交通

### バス
2025年6月現在
野田
- 南海ウイングバス[17]
熊取山手線：野田中央、
南海熊取ニュータウン線：大原口 - 熊取役場前
- ひまわりバス[18]
七山方面循環コース：図書館前 → 熊取町役場前
自然公園方面循環コース：熊取町役場前 → 教育こどもセンター前

大字野田
- ひまわりバス
つばさが丘方面循環コース：野外活動ふれあい広場口

### 道路
- 国道170号

## 施設
- 熊取町役場
- 熊取町立熊取図書館
- 泉佐野警察署 熊取町野田交番
- 泉州南消防組合 熊取消防署
- 熊取町立中央小学校

## 郵便
- 郵便番号：590-0451[3]（集配局：熊取郵便局[19]）。

## ギャラリー

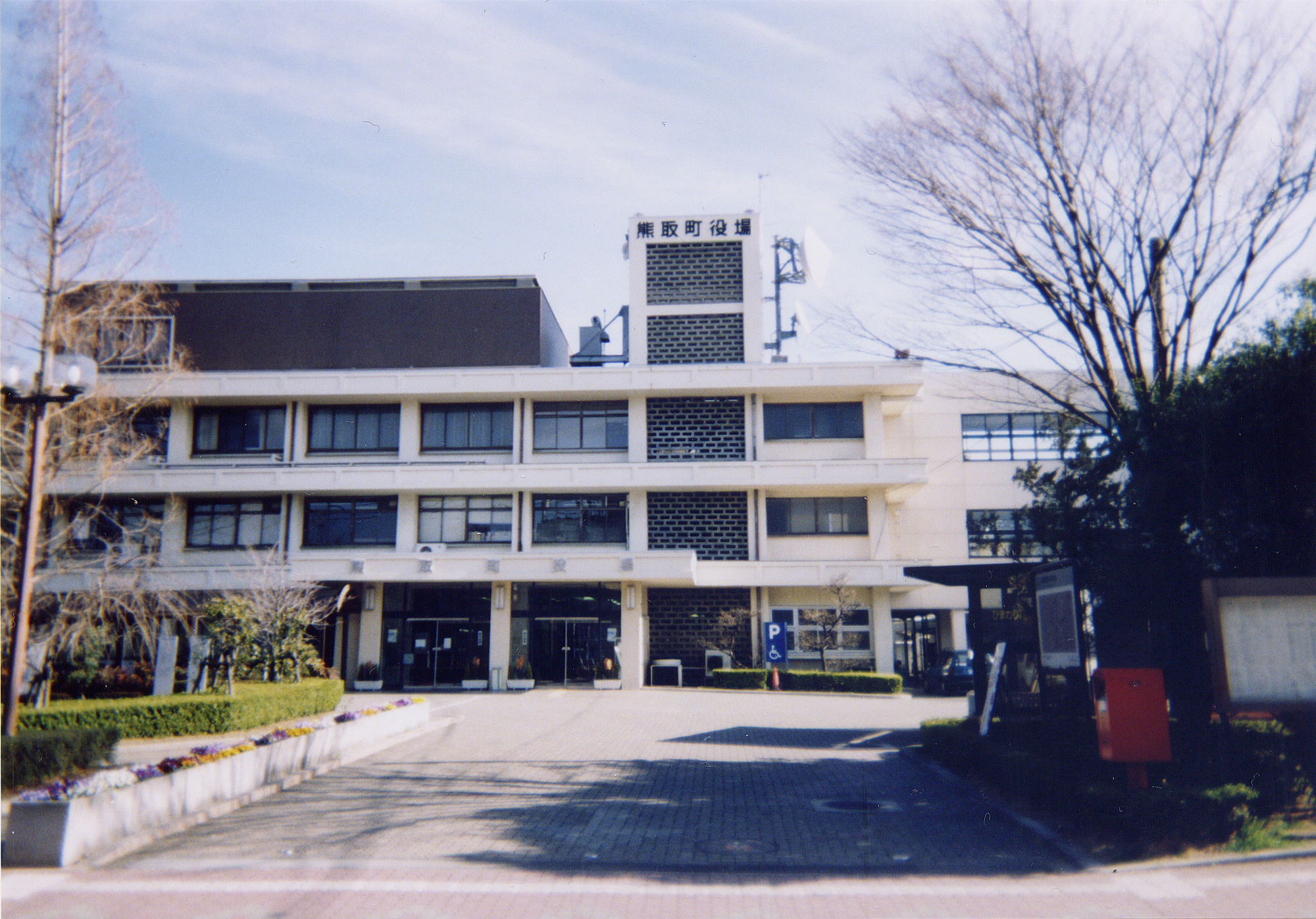
熊取町役場
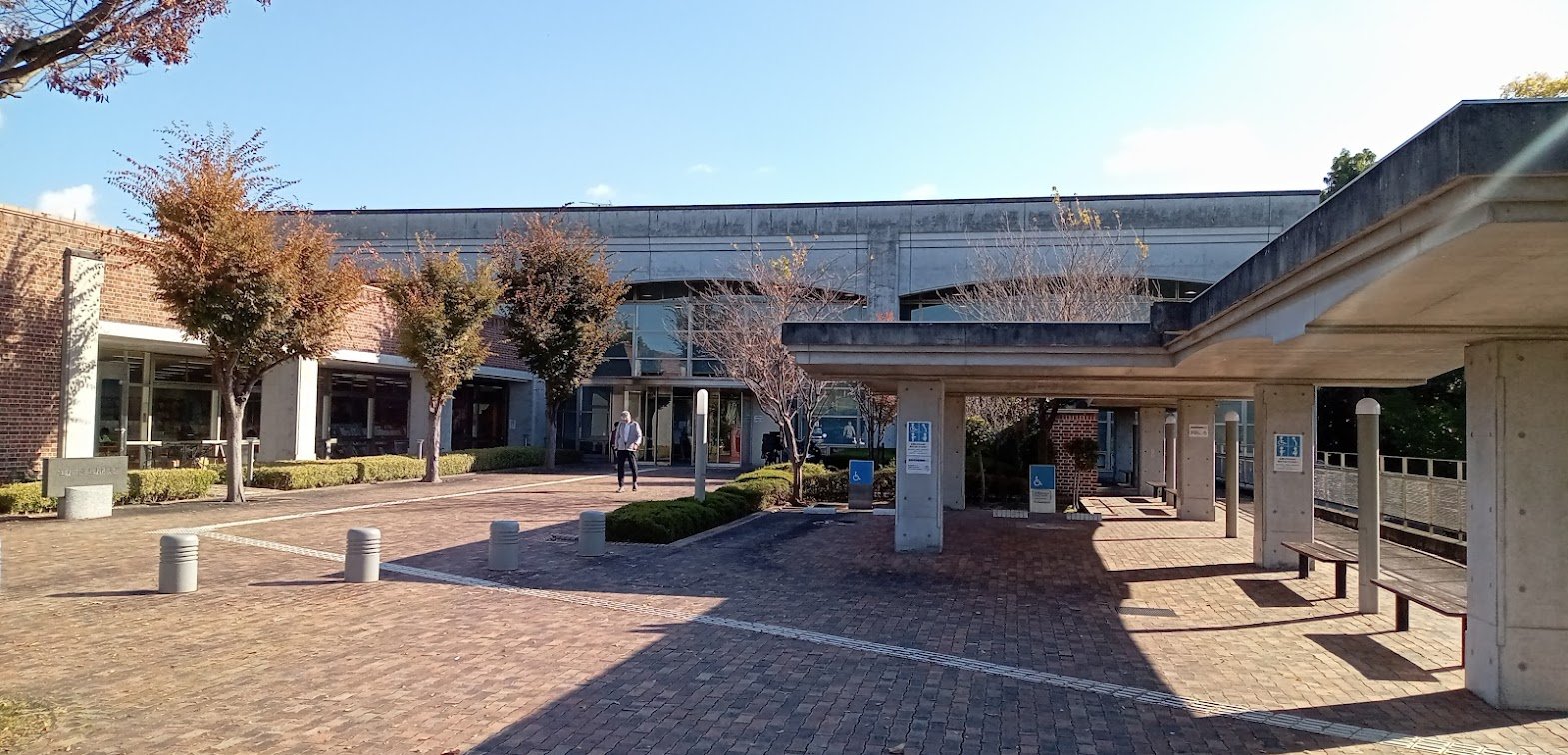
熊取町立熊取図書館
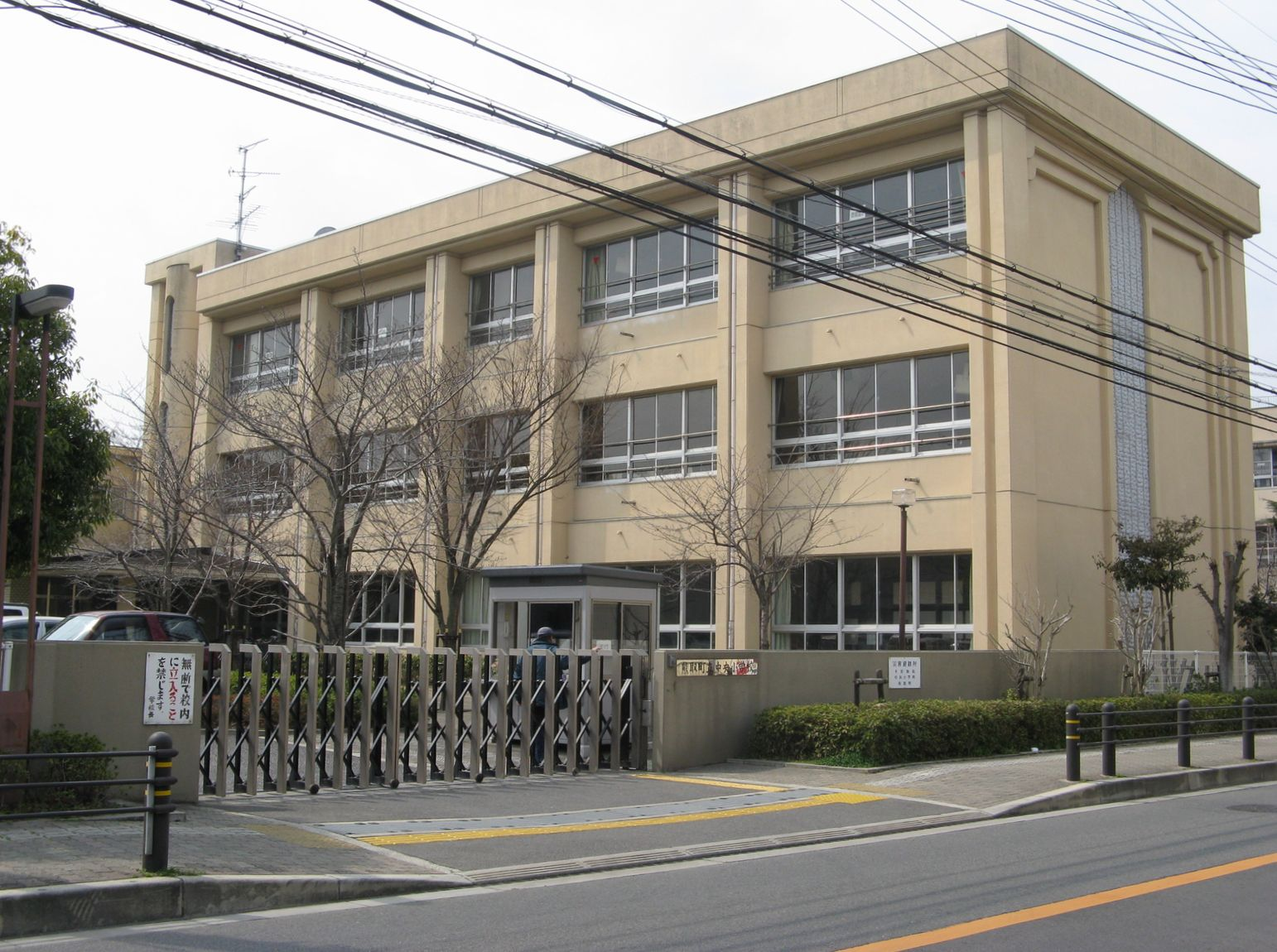
熊取町立中央小学校